# فندق ماريوت القاهرة

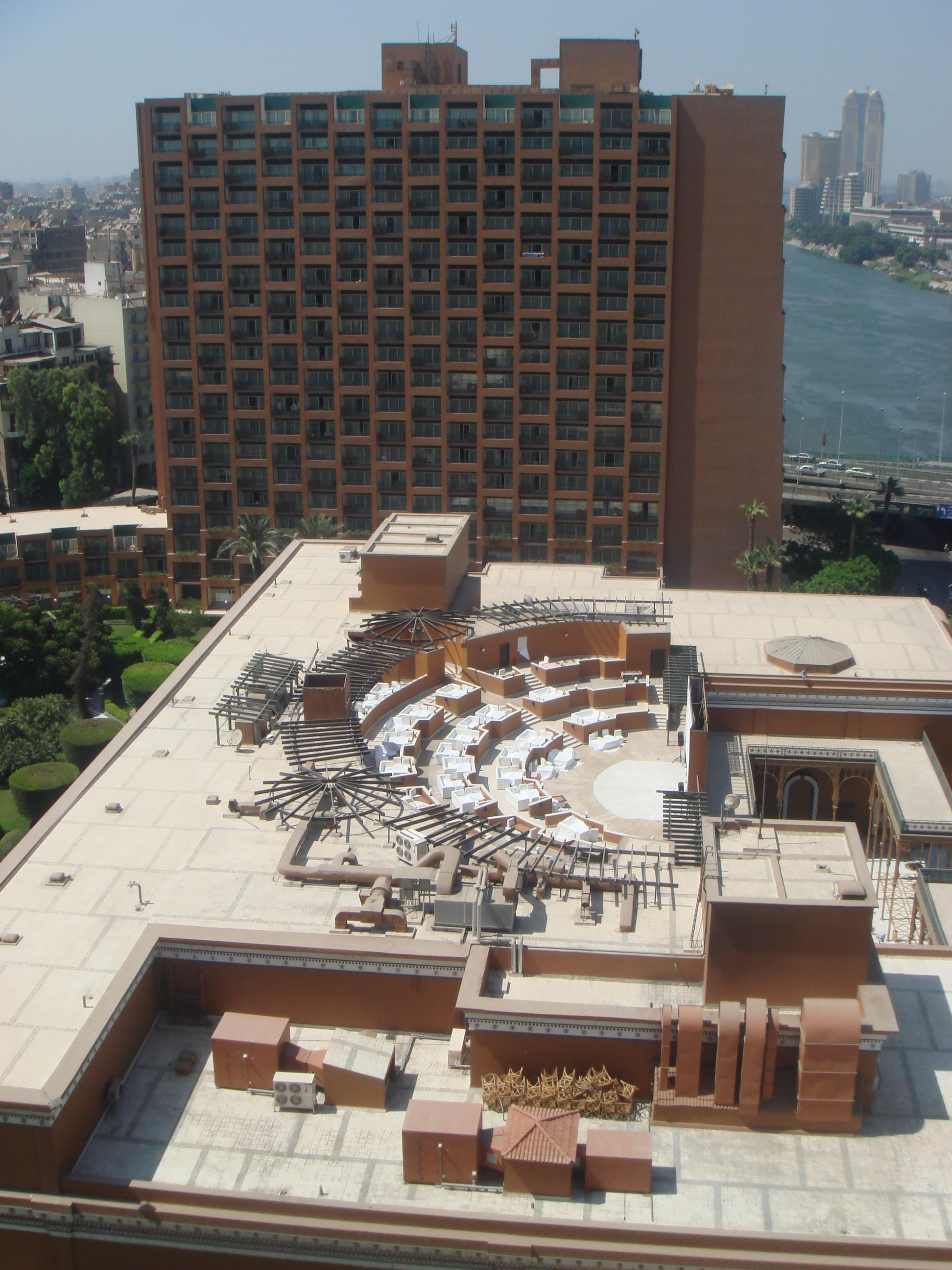
منظر من برج الجزيرة لفندق ماريوت القاهرة ويشاهد برج الزمالك لنفس الفندق وكذلك المسرح المفتوح على سطح مبنى الفندق الرئيس، وعلى يمين الصورة نهر النيل

فندق ماريوت القاهرة أو فندق ماريوت عمر الخيام الزمالك أحد الفنادق التاريخية في القاهرة ، وهو فندق كبير ذو خمسة نجوم يقع في منطقة الزمالك في أرض الجزيرة الواقعة على نهر النيل بالقاهرة في مصر ، وكان هذا الفندق يعرف أصلاً بقصر الجزيرة الذي بناه الخديوي إسماعيل لاستقبال ضيوف احتفالات افتتاح قناة السويس. تملكه وتشغله شركة ليجاسي للفنادق التابعة لمجموعة طلعت مصطفى.

## التاريخ

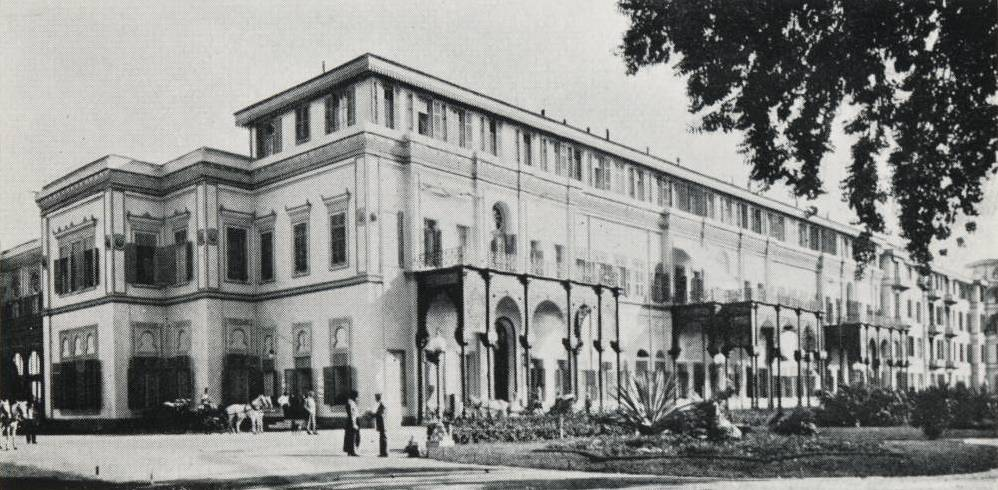
صورة تاريخية لفندق قصر الجزيرة في عام 1906

بنى الخديوي إسماعيل قصر الجزيرة عام 1869 ليكون المقر الرسمي لضيوف احتفالات افتتاح قناة السويس وخاصة ضيفة الشرف الامبراطورة أوجيني زوجة الإمبراطور نابليون الثالث  ، وقد صمم القصر المهندس المعماري الألماني جوليوس فرانز وقام بأعمال الديكور المهندس «كارل فون ديتش» الذي جلب أفخم ما يمكن الحصول عليه من ديكورات وإكسسوارات من باريس وبرلين في ذلك الوقت. وقد كلف ذلك ثلاثة أرباع المليون جنيه.
وفي عام 1879 بيع القصر لشركة الفنادق المصرية لسداد جزء من ديون الخديوي إسماعيل وتم تحويله إلى فندق قصر الجزيرة ، وبعد انهيار الحركة السياحية في مصر أثناء الحرب العالمية الأولى قررت الشركة المالكة بيع القصر في عام 1919 إلى أحد الأمراء اللبنانيين وهو الأمير حبيب لطف الله الذي حوّله إلى سكن خاص، وفي عام 1962 تم تأميم القصر وتحويله مرة أخرى إلى فندق باسم فندق عمر الخيام ثم في بداية السبعينيات تولّت شركة ماريوت العالمية إدارة الفندق.

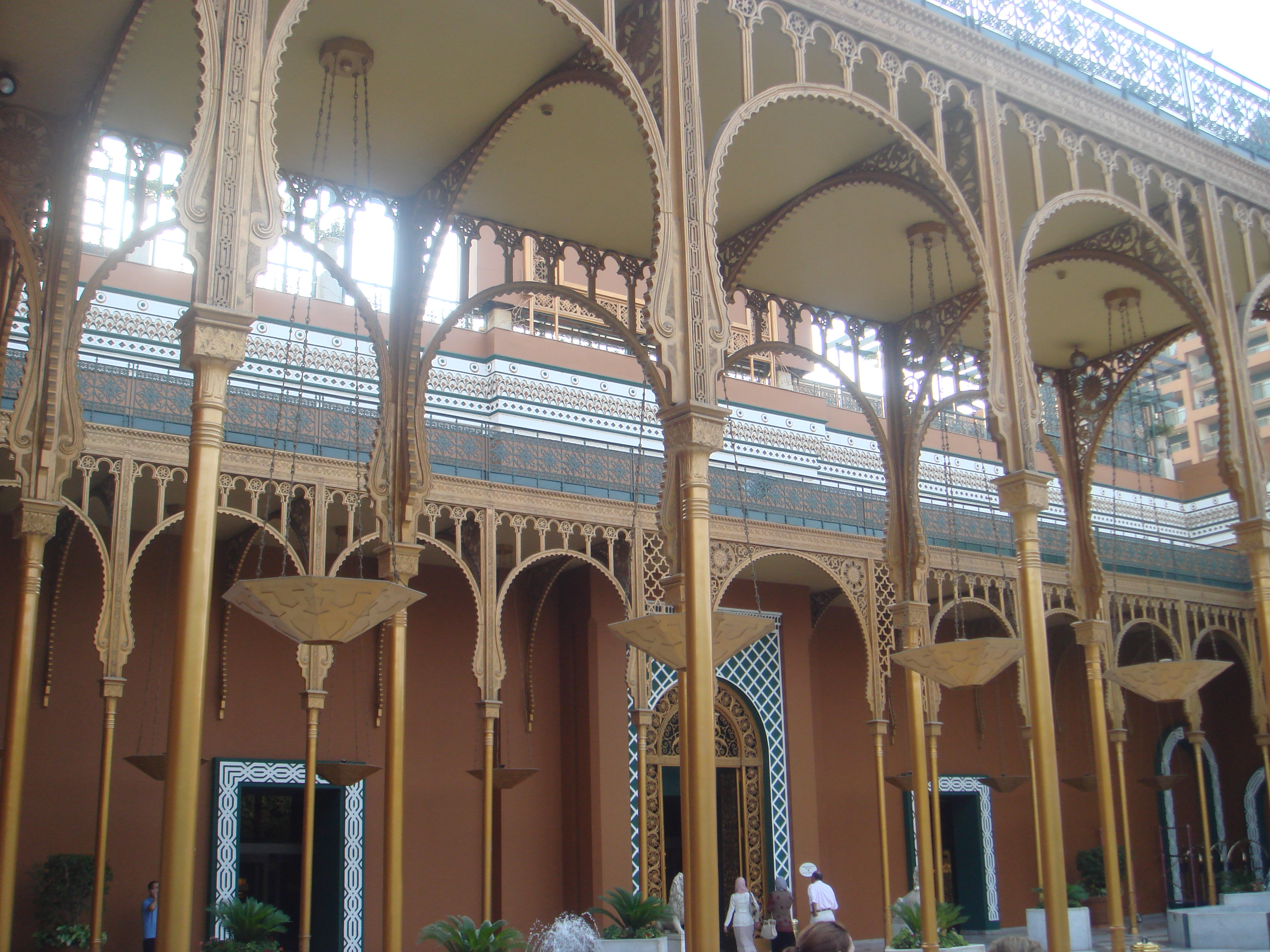
المدخل الأمامي لفندق ماريوت القاهرة

مع بداية السبعينيات شهد القصر تحوّلاً أساسيّاً في تاريخه بتولّي شركة «ماريوت العالمية» إدارته، فتم ترميم القصر والحدائق مع بناء برجين على جانبيه ليضما 1250 غرفة وجناح فاخر مع الاحتفاظ بالقصر الأصلي مقراً للإستقبال والمطاعم وقاعات الاجتماعات وصالات الاحتفالات، وقد افتتح الفندق في عام 1982. ويتكون الفندق من ثلاثة مباني وهو المبنى الأول مبنى القصر وهو مكون من 5 طوابق بها قاعات الفندق والمطاعم ومحلات التسوق والقاعة الرئيسة والاستقبال، والمبنى الثاني مبنى برج الزمالك ، والثالث برج الجزيرة وبين هذه المباني يوجد حمام السباحة والمطاعم والنادي، أما الحدائق فتقع على مساحة ستة أفدنة وترتفع أبنية أبراج الفندق 20 طابقاً، وفي ديسمبر 2023 استحوذت شركة إيكون إحدى الشركات التابعة لمجموعة طلعت مصطفى على 51 % من شركة ليجاسي للفنادق المالكة للفندق.

## وصلات خارجية
- official Cairo Marriott Hotel website الموقع الرسمي لفندق ماريوت القاهرة
- EGOTH - company owning the Cairo Marriott Hotel الشركة المالكة لفندق ماريوت القاهرة